# Justin Edinburgh
Justin Charles Edinburgh (Basildon, 18 december 1969 - aldaar, 8 juni 2019) was een Engels voetballer.  
Edinburgh speelde als linksachter en kwam 10 seizoenen uit voor Tottenham Hotspur, waarmee hij de FA Cup en League Cup won in 1991 en 1999, respectievelijk. 
Edinburgh, op dat moment hoofdcoach van Leyton Orient, stierf op 49-jarige leeftijd aan de gevolgen van een hartfalen.

## Clubcarrière
Na twee jaar bij Southend United versierde Edinburgh een transfer naar Tottenham Hotspur, aanvankelijk op huurbasis. 
Spurs nam de linksback definitief over in de zomer van 1990. Tussen 1990 en 2000 speelde hij meer dan 200 competitiewedstrijden voor Spurs. Hij maakte zijn debuut als invaller tegen Wimbledon op 10 november 1990. 
Een jaar later begon Edinburgh, ondanks amper twaalf competitiewedstrijden, als basisspeler aan de finale van de FA Cup. Spurs versloeg Nottingham Forest met 1-2 na verlenging. Een eigen doelpunt van Des Walker was voldoende voor de winst. Edinburgh maakte de negentig minuten vol. 
Edinburgh speelde mee in de finale van de League Cup van 1999, waarin Spurs het opnam tegen Leicester City. Hij werd na 63 minuten uitgesloten nadat hij een vuistslag zou hebben uitgedeeld aan Leicester-middenvelder Robbie Savage.
Een herhaling van de fase gaf echter aan dat Savage de rode kaart wilde uitlokken en dat Edinburgh hem licht raakte. Menig televisiezender of ander mediakanaal was ervan overtuigd dat Edinburgh onterecht van het veld werd gestuurd. Tottenham won de beker na een laat doelpunt van Allan Nielsen. 
Edinburgh speelde vanaf 2000 bij Portsmouth, opnieuw na een korte huurperiode. Hij speelde minder en beëindigde zijn loopbaan in 2003. 

## Erelijst
| Competitie        |                   |                   |
| Competitie        | Aantal            | Jaren             |
| Tottenham Hotspur | Tottenham Hotspur | Tottenham Hotspur |
| ----------------- | ----------------- | ----------------- |
| FA Cup            | 1×                | 1990/91           |
| League Cup        | 1×                | 1998/99           |

## Trainerscarrière

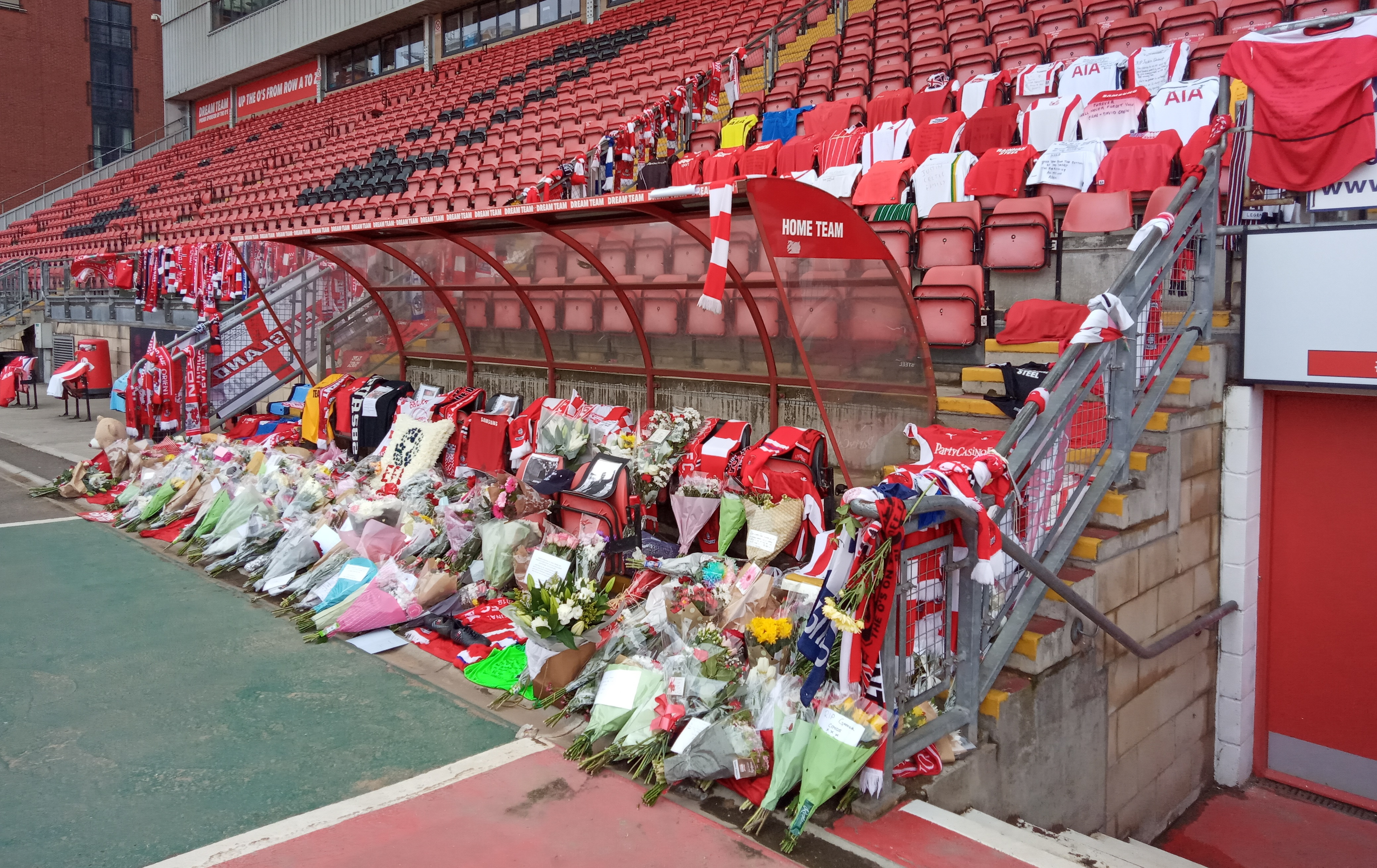
Eerbetoon van de Leyton Orient-fans aan hun overleden manager Justin Edinburgh met sjaals en shirts van Leyton Orient en Tottenham Hotspur, (Brisbane Road, Leyton)

Na zijn loopbaan stapte Justin Edinburgh het trainersvak in, waarna hij twee clubs uit lagere reeksen leidde: Newport County en Gillingham, actief in de League One en League Two.

## Overlijden
Edinburgh was manager van Leyton Orient toen hij in elkaar zakte door een hartfalen. Hij overleed vijf dagen later in het ziekenhuis, op 49-jarige leeftijd.